# Thiesi
Thiesi ist eine italienische Gemeinde in der Metropolitanstadt Sassari auf Sardinien  mit 2715 Einwohnern (Stand 31. Dezember 2023). Der Ort liegt im Meilogu auf einem Kalksteinplateau unweit der Schnellstraße „Carlo Felice“ SS131.

## Sehenswürdigkeiten
Die katalanisch-sardische Pfarrkirche Santa Vittoria ist um 1500 entstanden. Ihr graues Hauptportal, mit den vorstehenden schrägen Anten, das auf jede plastische Kontur verzichtet, weist eine flächige Ordnung mit einer großen Fensterrose auf. Der Architrav, über dem ein Bogenfeld liegt, lehnt sich an wesentlich ältere frühromanische Reliefs an. Nach ihrem Vorbild wurden die nahen Pfarrkirchen in Cheremule, Cossoine und Semestene errichtet.
- Front’e Mola (auch Su Saucci) ist eine Protonuraghe. Sie liegt hoch über dem Lago Bidighinzu in der Flur Mesu 'e Roccas (zwischen den Felsen) links der Straße nach Ittiri.
- Mandra Antine, Domus de Janas beim Ort
- Sehenswert ist auch die nahe gelegene Kirche San Pietro di Sorres.